# Colmeal e Vilar Torpim
Colmeal e Vilar Torpim (llamada oficialmente União das Freguesias de Colmeal e Vilar Torpim) es una freguesia portuguesa del municipio de Figueira de Castelo Rodrigo, distrito de Guarda.

## Historia
Fue creada el 28 de enero de 2013 en aplicación de una resolución de la Asamblea de la República de Portugal promulgada el 16 de enero de 2013 con la unión de las freguesias de Colmeal y Vilar Torpim, pasando su sede a estar situada en la antigua freguesia de Vilar Torpim.

## Demografía
| Gráfica de evolución demográfica de Colmeal e Vilar Torpim entre 2011 y 2021 |
|                                                                              |
| Datos según el nomenclátor publicado por el INE portugués.                   |